# 孙冯翼
孙冯翼（?—?），字凤卿，沈陽承德人。
孫馮翼父孫日秉與孙星衍過從甚密，二人甚至結為「宗族昆弟之好」。因此，孫馮翼在其《平津館集》多稱孫星衍為「家方伯」。是故人多以為二人為伯侄關係。嘉庆四年（1799年）孙星衍與孙冯翼依《证类本草》同辑有《神农本草经》三卷。另著《禹贡地理古注》、《江宁金石待访录》、《许慎淮南子注辑本》等，又有《问经堂丛书》三十一卷。